# Landkartenverlag Berlin

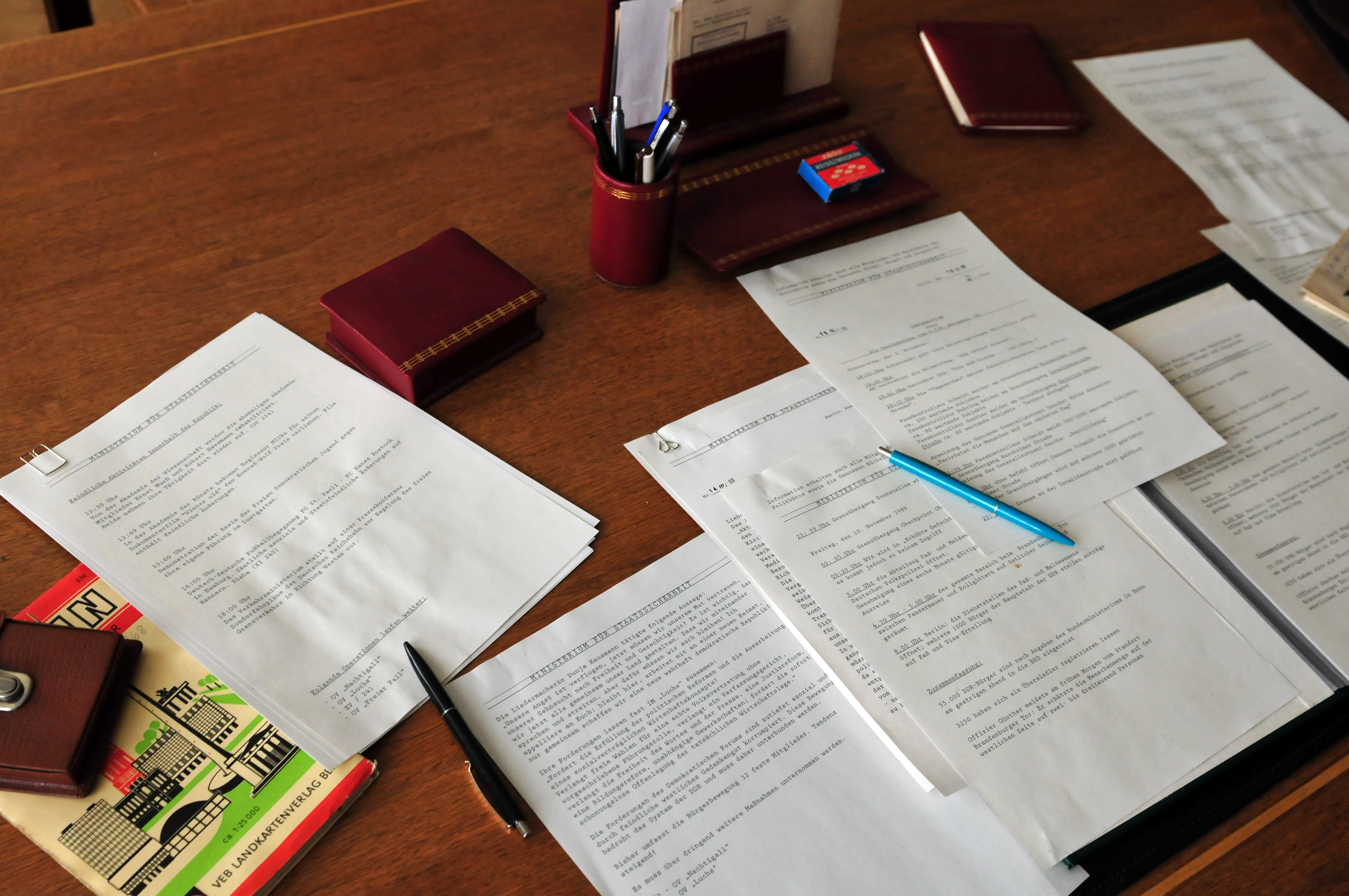
Stadtplan „Berlin“ vom VEB Landkartenverlag Berlin am Filmset der ARD-Serie „Weißensee“

Der VEB Landkartenverlag mit Sitz in Berlin existierte von 1954 bis 1976 und war einer der bedeutendsten kartographischen Verlage der DDR.

## Geschichte
Der VEB Landkartenverlag Berlin ging aus dem Landkartenverlag Kurt Schaffmann hervor, nachdem dessen Inhaber im März 1953 den Ostteil Berlins verlassen hatte und der Verlag daraufhin in Volkseigentum überführt worden war.
Im Rahmen der Profilierung der DDR-Verlage wurde der Verlag in der ersten Hälfte der 1960er Jahre zum Monopolisten für touristische Karten entwickelt, während der VEB Hermann Haack, Geographisch-Kartographische Anstalt Gotha das Monopol für Atlanten, nichttouristische Karten und kartographische Fachliteratur einschließlich Schulkartographie und der VEB Räthglobenverlag in Leipzig das Monopol für Globen erhielten. In diesem Zusammenhang kam es insbesondere zur Übernahme aller touristischen Karten des Bibliographischen Institutes (Die Gute Wanderkarte und Die Gute Verkehrskarte, 1960), der DEWAG-Werbung (Straßenübersichtspläne, 1964) und der PGH Phönix (Heimat- und Wanderkarten, 1965), von denen jedoch nur ein geringer Teil neuaufgelegt wurde.
Im Jahre 1964 wurde angeordnet, aus Gründen der militärischen Geheimhaltung künftig in öffentlichen Karten keine Lagegenauigkeit topographischer Objekte mehr zuzulassen, sondern nur noch verfälschte Karten zu veröffentlichen. Daraufhin wurde im Jahre 1966 mit einer völligen Neubearbeitung des Verlagsprogrammes begonnen. Stadtpläne wurden seit 1967 nur in einer verzerrten Darstellung publiziert, die die Innenstädte in größerem Maßstab als die Randbezirke zeigte. Im Gegensatz zu vergleichbaren Plänen im Westen fehlte ein Maßstab.
In den Jahren 1969 bzw. 1973 wurden die Privatbetriebe Grasmück & Karnahl sowie Velhagen & Klasing übernommen, die bisher noch kartographische Lohnarbeiten für die Verlagskartographie ausgeführt hatten.
Am 1. Januar 1977 wurde der VEB Landkartenverlag mit der Abteilung Heimat- und Touristikliteratur des VEB F. A. Brockhaus Verlages Leipzig zum VEB Tourist Verlag Berlin/Leipzig vereinigt.

## Verlagsprogramm
Das 1954 vom Landkartenverlag Kurt Schaffmann übernommene Programm umfasste im Wesentlichen Reise- und Verkehrskarten von Deutschland und der DDR im Maßstab 1:700.000, Stadtpläne von Groß-Berlin, Verkehrs- und Bürokarten der DDR-Länder im Maßstab 1:300.000 und einige Wanderkarten. In den nächsten Jahren erschienen vor allem touristische Karten für Brandenburg und Mecklenburg; 1956 wurde außerdem mit der Herausgabe einer siebenteiligen Wander- und Wintersportkarte Thüringen begonnen. Mit der Übernahme der Wanderkarten des Bibliographischen Instituts umfasste das Verlagsprogramm seit 1961 touristische Karten für alle Teile der DDR.
Bis 1965 erschienen neun neu bearbeitete Stadtpläne, außerdem wurden bis 1967 17 der im Jahre 1964 übernommenen DEWAG-Straßenübersichtspläne neu aufgelegt.
Daneben wurden ein Wasserwanderbuch  Märkische Gewässer (1955), ein Buchplan von Groß-Berlin (1957) und ein Atlas für Motortouristik der DDR (1963) veröffentlicht.
Seit 1966 wurde ein vollkommen neues Verlagsprogramm erarbeitet. Es umfasste folgende Publikationsreihen (in Klammern die Anzahl der bis 1976 erschienenen Titel):
- Stadtpläne, unmaßstäblich (37)
- Bildkarten in den Maßstäben 1:20.000, 1:30.000 und 1:50.000 (4)
- Wanderkarten in den Maßstäben 1:30.000 und 1:50.000 (24)
- Touristenkarten in den Maßstäben 1:100.000 und 1:120.000 (14)
- Verkehrskarten und Bezirkskarten im Maßstab 1:200.000 (10 bzw. 12)
- Autokarten und thematische Karten der DDR im Maßstab 1:600.000 (6)

Hinzu kamen ein Atlas für Motortouristik (1:200.000) und ein Reiseatlas der DDR (1:600.000) sowie einige weitere Veröffentlichungen.

## Zensur, Kartenverfälschung
Wie alle Verlage der DDR unterlag auch der VEB Landkartenverlag der Vorabzensur durch die Hauptverwaltung Verlage und Buchhandel im Ministerium für Kultur im Rahmen des Druckgenehmigungsverfahren. Darüber hinaus bedurfte die Publikation von Kartenmaterial der Genehmigung des Innenministeriums. Militärische Objekte durften nicht gezeigt, Industrieanlagen und Bahnlinien durften nur stark generalisiert dargestellt werden. Für private Zwecke durften lediglich maßstäbliche Karten mit einem Maßstab von 1:1,25 Mio. oder kleiner veröffentlicht werden.